# 2011 في قطر

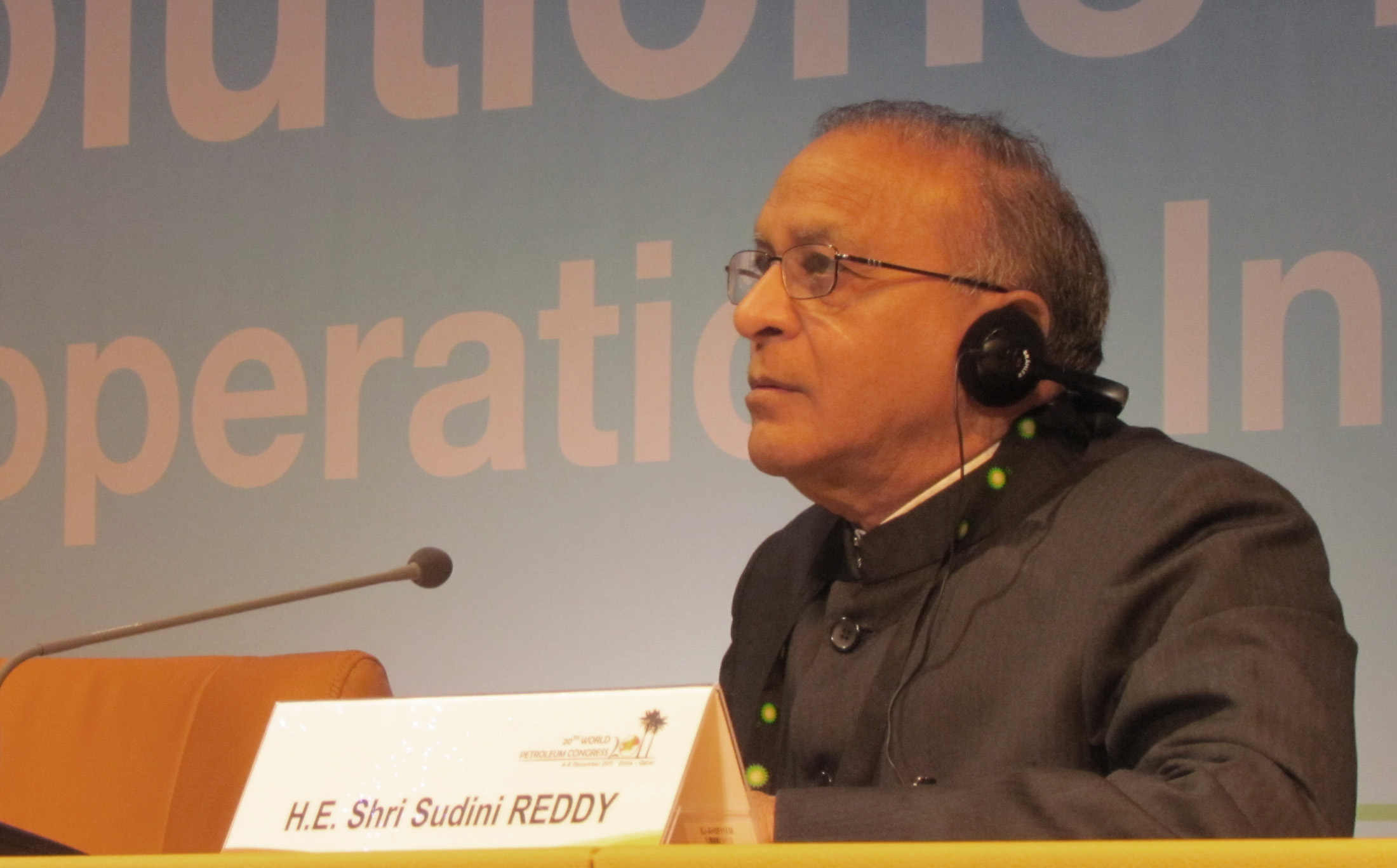
وزير الاتحاد للبترول والغاز الطبيعي، شري غايبال ريدي، يلقي الكلمة الرئيسية في الجلسة العامة لمؤتمر البترول العالمي العشرين، في الدوحة، قطر في 7 ديسمبر 2011.

فيما يلي قوائم الأحداث التي وقعت خلال عام 2011 في قطر.

## رياضة
- 1 يناير – كأس آسيا 2011 الفائز منتخب اليابان لكرة القدم.

## أفلام
من الأفلام التي صدرت هذه السنة في قطر:
- 1 يناير – أنا والأقباط والعذراء من إخراج Namir Abdel Messeeh  [لغات أخرى]‏.

## وفيات

### مارس
- 12 مارس – علي حسن الجابر (مواليد 1955) صحفي قطري.